# Lambert Simnel
Lambert Simnel (ca. 1477 – ca. 1525) var en tronprætendent til Englands trone. I 1487 truede hans påstand om at være Edvard Plantagenet, 17. jarl af Warwick Henrik 7.'s (reg. 1485 – 1509) nyetablerede styre af. Simnel blev galionsfiguren for et York-oprør organiseret af John de la Pole, jarl af Lincoln. Oprøret blev knust i 1487. Simnel blev benådet på grund af sine unge alder og blev derefter ansat i den kongens husstand som en hushjælp og senere som en falkoner.

## Opvækst
Simnel blev født omkring 1477. Hans rigtige navn er ikke kendt, samtidige optegnelser kalder ham John, ikke Lambert, og endda også hans efternavn er mistænkeligt. Forskellige kilder har forskellige påstande om hans forældre, fra en bager og handlende til orgelbygger. Han var helt sikkert af ydmyg oprindelse. I en alder af omkring ti blev han gjort til hans elev af en Oxford-uddannet præst ved navn Richard Simon (eller Richard Symonds / Richard Simons / William Symonds), der tilsyneladende besluttede sig for at blive en kongemager. Han underviste drengen på hofmanerer, og samtidige beskrev drengen som smuk. Han blev undervist i den nødvendige etikette og blev veluddannet af Simon.

## Prætendent
Simon havde bemærket en slående lighed mellem Lambert og sønnerne til Edvard 4., så han havde oprindeligt haft til hensigt at præsentere Simnel som Richard, hertug af York, søn af kong Edvard 4., den yngste af de forsvundne prinser i Tower. Men da han hørte rygter (på det tidspunkt falske) om, at jarlen af Warwick var død under sin fængsling i Tower of London, skiftede han mening. Den virkelige Warwick var en dreng på omtrent samme alder, der blev født i 1475 og havde krav på tronen som søn af Georg Plantagenet, 1. hertug af Clarence, kong Edvard 4.'s henrettede bror.

Ifølge James A. Williamson var Simnel blot et galionsfiguren for et oprør, der allerede var blevet planlagt af York-støtterne:
Han var blot et banalt redskab, der kunne bruges til vigtige formål, og forsøget på at styrte Henrik 7. ville have fundet sted, selv hvis Simnel aldrig havde eksisteret. York-fraktionens ledere var fast besluttede på et seriøst fremstød, hvorved deres støtter i England gjorde oprør, støttet af en så stor styrke som muligt fra udlandet.
Simon spredte et rygte om, at det faktisk var lykkedes Warwick at flygte fra Tower og var under hans beskyttelse. Han fik støtte fra York-fraktionen. Han førte Simnel til Irland, hvor der stadig var støtte til Huset Yorks sag, og præsenterede ham for lederen af den irske regering, jarlen af Kildare. Kildare var villig til at støtte historien og invadere England for at styrte kong Henrik. Simnel blev i en parade båret gennem gaderne på skuldrene af "tidens højeste mand", en person kaldet D'Arcy af Platten (dette var øjensynligt Sir William Darcy, en af Kildares støtter, der er kendt for at have været usædvanlig høj).

### "Kroning"
Den 24. maj 1487 blev Simnel kronet i Christ Church Cathedral i Dublin som "kong Edvard 6.", men dette regentnummer blev skrevet senere, da den officielle historie havde slået rod. Han var omkring 10 år gammel. Lord Kildare samlede en hær af irske soldater under ledelse af sin yngre bror, Thomas FitzGerald af Laccagh.
John de la Pole, 1. jarl af Lincoln, den forhenværende udpegede efterfølger til sin onkel, den afdøde kong Richard 3., sluttede sig til sammensværgelsen mod Henrik 7. Han flygtede til Burgund, hvor Warwicks faster Margrete af York, enkehertuginde af Burgund, holdt sit hof. Lincoln hævdede, at han havde deltaget i den unge Warwicks angivelige flugt. Han mødte også Viscount Lovell, som havde støttet et mislykket York-oprør i 1486. Margaret samlede 2.000 flamske lejesoldater og sendte dem til Irland under ledelse af Martin Schwartz, en kendt hærfører på det tidspunkt. De ankom til Irland den 5. maj. Kong Henrik blev informeret om dette og begyndte at samle tropper.

### Slaget ved Stoke Field
Simnels hær, der hovedsageligt bestod af flamske og irske tropper, landede på Piel Island i Furness-området i Lancashire den 5. juni 1487 og fik følgeskab af nogle engelske støtter. De fleste lokale adelsmænd, med undtagelse af Sir Thomas Broughton, sluttede sig imidlertid ikke til dem. De mødte kongens hær den 16. juni i Slaget ved Stoke Field i Nottinghamshire og blev besejret. Lincoln og Thomas FitzGerald blev dræbt. Lovell forsvandt, der var rygter om, at han var flygtet til Skotland med Sir Thomas Broughton og skjult sig for at undgå gengældelse. Simons undgik henrettelse på grund af sin status som, men blev fængslet for resten af sit liv. Kildare, der var blevet tilbage i Irland, blev benådet.

## Senere liv
Kong Henrik benådede unge Simnel (sandsynligvis fordi han erkendte, at Simnel kun havde været en marionet i voksne hænder) og satte ham til at arbejde i det kongelige køkken som hjælper. Da han blev ældre, blev han falkoner. Næsten ingen oplysninger om hans senere liv er kendt. Han døde på et eller andet tidspunkt mellem 1525 og 1535. Han ser ud til at have giftet sig, da han sandsynligvis er far til Richard Simnel, en kannik ved St. Osyths Priory i Essex under Henry 8's regeringstid.

## Kulturelle skildringer
I tv-serien The Shadow of the Tower af BBC fra 1972 blev Simnel portrætteret af Gary Warren.
I 1996 udgav Blyth Power albummet Out From Under the King med sangen Lambert Simnel.
I 2006 udgav Steeleye Span albummet Bloody Men med sangen The Story of the Scullion King, som omhandler Simnel.
I Starz-miniserien The White Princess i 2017 bliver Simnel portrætteret af Max True.
Børnebogen The Player King fra 2017 af Avi er et bud på en fiktiv fortælling i første person om den væsentligste periode i Simnels liv.